# Brazília önkormányzatai

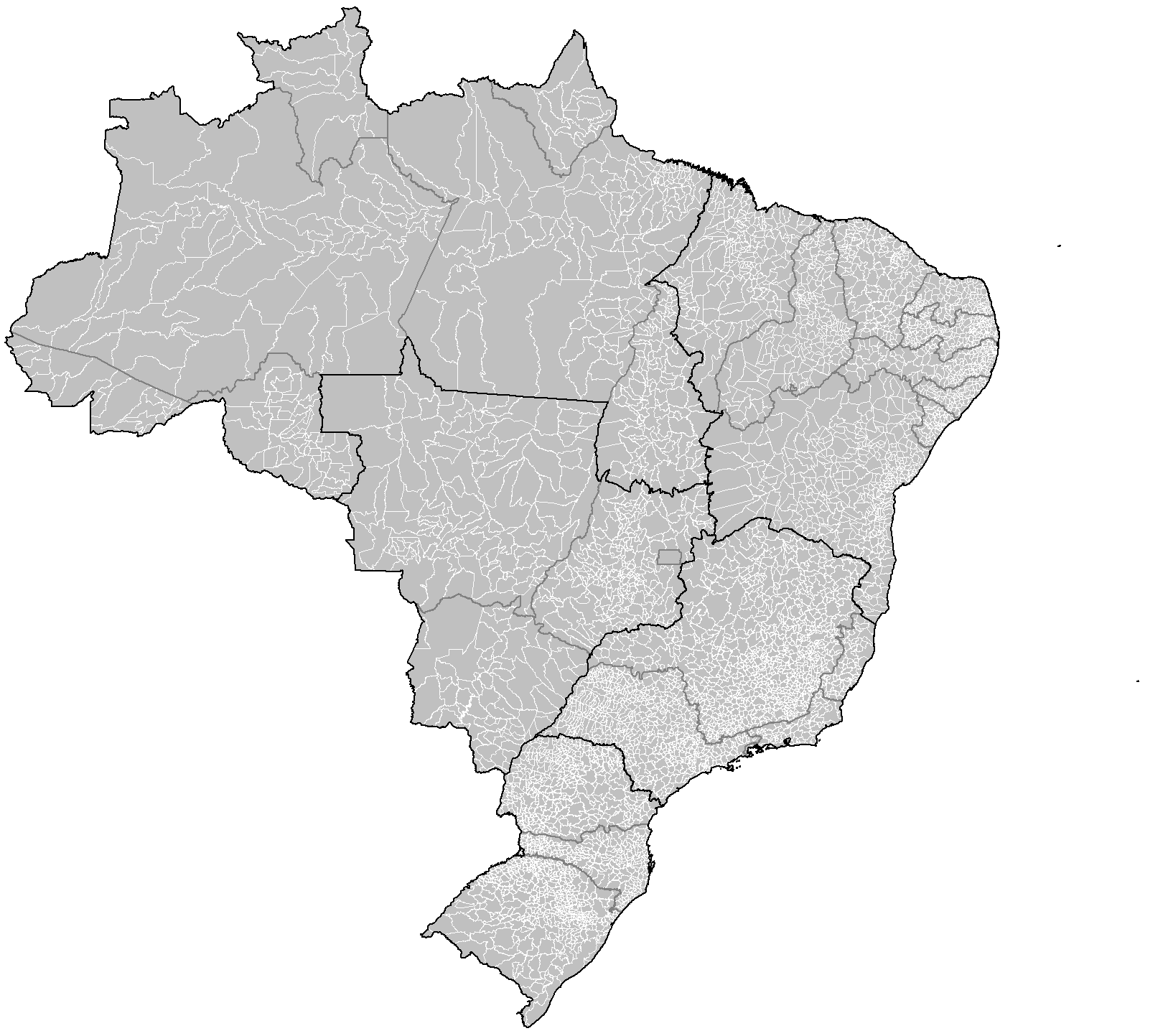
Brazília önkormányzatai államonként

Brazília önkormányzatai a szövetségi államoknál kisebb közigazgatási egységek. Brazíliában 5570 önkormányzat van, átlagos lakosságuk 34361. Egy brazil állam átlagosan 214 önkormányzattal rendelkezik. A közigazgatásilag legkevesebb részre osztott brazil állam Roraima, amelynek csak 15 önkormányzata van. Minas Geraisban van a legtöbb önkormányzat: 853.
A Szövetségi Körzetet, amely magába foglalja a szövetségi fővárost, Brasíliát is, nem önkormányzatokra, hanem közigazgatási régiókra van osztva.
A brazil alkotmány a Szövetség alkotórészeinek tekinti az önkormányzatokat, és nem az államoknak alárendelt alegységeknek. Minden önkormányzat saját kormányzó testülettel rendelkezik, amely a polgármesterből (Prefeito) és egy jogszabályalkotó testületből (Câmara Municipal) áll. A tagokat négyévente választják, és az önkormányzati választásokat az egész államszövetségben ugyanakkor tartják. Legutóbb 2016. október 2-án volt önkormányzati választás Brazíliában. Minden önkormányzatnak alkotmányos joga, hogy saját jogszabályokat hozzon, adót szedjen és támogatásokat kapjon az állami, illetve a szövetségi kormányzattól.. Bíráskodási joguk nincs, a bíróságokat állami, vagy szövetségi szinten szervezik. A comarca, azaz a bírósági szervezet alsóbb egysége nem feltétlenül egy-egy önkormányzatnak felel meg, lefedhet többet is.
Az önkormányzat székhelye az erre kijelölt város (cidade). A törvény nem jelöl meg külön feltételeket, milyen város jelölhető ki, nem szab meg minimum népességet, területet, vagy szükséges intézményt. A város és az önkormányzat neve mindig ugyanaz. Közigazgatási célokból az önkormányzat kerületekre osztható tovább. Új önkormányzatot általában ilyen kerületekből hoznak létre. Egyéb települések a falvak, de ezek nem állnak külön jogilag. Csaknem az összes önkormányzatot negyedekre (bairros) osztják tovább, de a legtöbb önkormányzat nem definiálja ezeknek a határait.
Egy-egy állam határain belül egyesülhetnek, vagy szét is hasadhatnak önkormányzatok, amennyiben az ott lakók népszavazáson fejezik ki szándékukat erre.  A folyamatnak összhangban kell lennie az alkotmánnyal. Exklávét létrehozni, elszakadni az államtól, vagy a szövetségtől nem megengedett.

## A
- Acre (AC) önkormányzatai
- Alagoas (AL) önkormányzatai
- Amapá (AP) önkormányzatai
- Amazonas (AM) önkormányzatai

## B
- Bahia (BA) önkormányzatai

## C
- Ceará (CE) önkormányzatai

## E
- Espírito Santo (ES) önkormányzatai

## G
- Goiás (GO) önkormányzatai

## M
- Maranhão (MA) önkormányzatai
- Mato Grosso (MT) önkormányzatai
- Mato Grosso do Sul (MS) önkormányzatai
- Minas Gerais (MG) önkormányzatai

## P
- Pará (PA) önkormányzatai
- Paraíba (PB) önkormányzatai
- Paraná (PR) önkormányzatai
- Pernambuco (PE) önkormányzatai
- Piauí (PI) önkormányzatai

## R
- Rio de Janeiro (RJ) önkormányzatai
- Rio Grande do Norte (RN) önkormányzatai
- Rio Grande do Sul (RS) önkormányzatai
- Rondônia (RO) önkormányzatai
- Roraima (RR) önkormányzatai

## S
- Santa Catarina (SC) önkormányzatai
- São Paulo (SP) önkormányzatai
- Sergipe (SE) önkormányzatai

## T
- Tocantins (TO) önkormányzatai

## Külső hivatkozások
- Map on the World Gazetteer'. [2012. december 17-i dátummal az eredetiből archiválva]. (Hozzáférés: 2017. augusztus 9.)
- (portugálul) Brazilian Institute of Geography and Statistics

## Fordítás
Ez a szócikk részben vagy egészben  a   Municipalities of Brazil című angol Wikipédia-szócikk ezen változatának fordításán alapul.  Az eredeti cikk szerkesztőit annak laptörténete sorolja fel. Ez a jelzés csupán a megfogalmazás eredetét és a szerzői jogokat jelzi, nem szolgál a cikkben szereplő információk forrásmegjelöléseként.